# Cindy Brogdon
Cynthia Jane „Cindy” Brogdon  (ur. 25 lutego 1957 w Buford) – amerykańska koszykarka, występująca na pozycji rzucającej, wicemistrzyni olimpijska, członkini kilku różnych galerii sław koszykówki, po zakończeniu kariery zawodniczej trenerka koszykarska.
Została pierwszą sportsmenką w historii stanu Georgia, która uzyskała pełne uczelniane stypendium sportowe. Kończąc uczelnianą karierę koszykarską uplasowała się na drugim miejscu w historii AIAW w liczbie zdobytych punktów (3204) oraz jedenastym pod względem średniej punktów (25). 

## Osiągnięcia
Na podstawie, o ile nie zaznaczono inaczej.

### AIAW
- 3. miejsce podczas mistrzostw AIAW (1979)
- Zaliczona do Kodak/State Farm WBCA All-America (1976, 1978, 1979)[4][5][6]

### Indywidualne
- Wybrana do:
  - II składu WBL (1977)
  - Żeńskiej Galerii Sław Koszykówki (2002)[7]
  - SEC (Southeastern Conference) Legends (2018)
  - galerii sław sportu:
    - Georgia Sports Hall Of Fame (2001)[8][9]
    - Atlanta Sports Hall of Fame (2014)[7]
    - Lady Vol Hall of Fame (2003)[7]
    - National High School Hall of Fame (2015)[10]

### Reprezentacja
- Wicemistrzyni olimpijska (1976)[11]
- Mistrzyni turnieju pre-olimpijskiego w Hamilton, w Kanadzie (1976)[12]